# Naturwaldreservat Wettersteinwald
Das Naturwaldreservat Wettersteinwald ist ein 42,6 Hektar großes Gebiet im Ostteil des Wettersteingebirges. Es liegt im Regierungsbezirk Oberbayern und umfasst ein in Staatsbesitz befindliches Waldgebiet. Es gehört zu den ersten 1978 nach dem Waldgesetz für Bayern (BayWaldG), Artikel 12a ausgewiesenen Reservaten. In dem Gebiet herrschen Zirbelkiefer, Latschen und Fichten vor, und es beherbergt mittlerweile einige als ausgestorben oder verschollen geglaubte Käferarten als sogenannte Urwaldreliktarten.

## Lage und Umgrenzung
Das Gebiet liegt im Ostteil des Wettersteingebirges und umfasst im Norden den westlichen Teil des über 1800 Meter hohen Kämikopfs, einen der Wettersteinwand vorgelagertem Sattel, und den in der südlich anschließenden Mulde etwa 250 bis 300 Meter breiten Waldgürtel. Von Norden nach Süden hat das Gebiet eine Ausdehnung von einem Kilometer, von West nach Ost etwa 450 Meter. Die Höhenunterschiede betragen etwa 450 Höhenmeter, der höchste Punkt mit 1861 Metern liegt beim Kämikopf, der tiefste auf 1390 Metern Höhe. Benachbarter Ort im Osten ist Mittenwald. 

## Bodenverhältnisse und Geologie
Das Gestein im Untergrund des Gebietes besteht aus Wettersteinkalk und seinem Erosionsschutt. Weite Teile des Nordhangs sind bedeckt von einem lehmartigen Boden mit Anteilen an Schluff, Mergel und Gesteinsbrocken. Die Mulde im südlichen Bereich weist einen tonartigen Boden auf.

## Flora
Den größten Anteil am Bewuchs hat der Fichtenwald, durchsetzt mit der Pflanzenart Grauer Alpendost, mit einer Fläche von 19 ha; er tritt in den Höhenlagen von 1400 bis 1600 Metern auf. Magerrasen und Weiden auf der bewirtschafteten Fläche der Kämialm bedecken 11 ha. Der Zirbenwald mit Alpenrosen- und Latschenbeständen auf karbonatreichem Humusboden bedeckt acht Hektar in der Höhenlage 1600 bis 1800 Meter. Die Restfläche besteht aus Felsen und Schuttfluren mit wechselndem Bewuchs. Neben den bis über 30 Meter hohen dominierenden Fichten treten noch Weißtanne und Bergahorn auf.

## Tierwelt
Besondere Bedeutung hat das Naturwaldreservat Wettersteinwald für das Überleben von Käferarten, im sogenannten Totholz, also abgestorbenen Bäumen, die im Reservat nicht entfernt werden. Zu den im Gebiet beobachteten Käfern gehören Arten aus den Familien der Buntkäfer, Schnellkäfer, Pochkäfer, Düsterkäfer, Schwarzkäfer und Bockkäfer, die alle in der Roten Liste gefährdeter Arten aufgeführt sind.